# Epiphragma (Epiphragma) hardyi
Epiphragma (Epiphragma) hardyi is een tweevleugelige uit de familie steltmuggen (Limoniidae). De soort komt voor in het Australaziatisch gebied.